# Bezárva (film, 2016)
A Bezárva (eredeti címén: Shut In) 2016-os francia-kanadai lélektani thriller-filmdráma, melyet Farren Blackburn rendezett. A főszerepet Naomi Watts, Oliver Platt, Charlie Heaton, Jacob Tremblay, David Cubitt és Clémentine Poidatz alakítja.
Az Amerikai Egyesült Államokban 2016. november 11-én, Franciaországban november 30-án, Magyarországon pedig november 24-én mutatták be a mozikban.

## Cselekmény
Steven egy bajba jutott kamasz, aki hamarosan egy bentlakásos iskolába kerül. Amíg az apja, Richard Portman vezet, a két fél veszekedni kezd egymással, majd végül a fiú elrántja a kormányt, és az autó egyenesen egy szembejövő kamionba csapódik.
Hat hónappal később Richard immár meghalt, valamint Steven vegetatív állapotba került. A mostohaanyja, Mary (Naomi Watts) gondoskodik minden egyes igényéről. Mary egy klinikai pszichológus, aki otthonról-otthonra járva dolgozik gyerekekkel és serdülőkorúakkal. A nő nagyon ideges lesz, amikor megtudja, hogy az egyik betege, egy Tom nevezetű nagyothalló gyermek, átkerül egy Bostoni iskolába. Később Mary elkezd tárgyalni Steven terapeutájával, Dr. Wilsonnal. Míg saját magát érzi bűnösnek, úgy dönt, hogy Steven-t áthelyezi egy olyan otthonba, ahol gondoskodnak róla, mert úgy érzi, hogy már nincs ott vele, csak egy üres test.

## Szereposztás
| Szerep          | Színész            | Magyar hang        |
| --------------- | ------------------ | ------------------ |
| Mary Portman    | Naomi Watts        | Kisfalvi Krisztina |
| Steven Portman  | Charlie Heaton     | Márkus Sándor      |
| Dr. Wilson      | Oliver Platt       | Csankó Zoltán      |
| Doug Hart       | David Cubitt       | Kardos Róbert      |
| Tom Patterson   | Jacob Tremblay     | Pál Dániel Máté    |
| Grace           | Crystal Balint     | Hay Anna           |
| Lucy            | Clémentine Poidatz | Nemes Takách Kata  |
| Alex Braunstein | Aaron Hart         | Nagy Dániel Viktor |
| Richard Portman | Peter Outerbridge  | Végh Péter         |